# Titularbistum Termessus
Termessus (ital.: Termesso) ist ein Titularbistum der römisch-katholischen Kirche. 
Es geht zurück auf ein ehemaliges Bistum der antiken Stadt Termessos in der kleinasiatischen Landschaft Pamphylien an der mittleren Südküste der heutigen Türkei und gehörte der Kirchenprovinz Perge an.
| Titularbischöfe von Termessus |                                                |                                                                   |                    |                   |
| Nr.                           | Name                                           | Amt                                                               | von                | bis               |
| 1                             | Luigi Calza (Luigi Calzi) SX                   | Apostolischer Vikar von Westhenan (Republik China)                | 18. September 1911 | 22. Oktober 1944  |
| 2                             | Stephanus Joseph Maria Magdalena Kuijpers CSsR | Apostolischer Vikar von Niederländisch Guyana-Suriname (Suriname) | 8. Februar 1946    | 7. Mai 1958       |
| 3                             | Adolf Fürstenberg MAfr                         | Apostolischer Vikar von Abercorn (Sambia)                         | 11. Dezember 1958  | 25. April 1959    |
| 4                             | Honorato Piazera SCI                           | Weihbischof in São Sebastião do Rio de Janeiro (Brasilien)        | 11. Juli 1959      | 14. Dezember 1961 |
| 5                             | José Miguel Medina                             | Weihbischof in Mendoza (Argentinien)                              | 9. Juni 1962       | 8. September 1965 |
| 6                             | Neemeh Simaan                                  | Weihbischof in Jerusalem (Israel)                                 | 21. September 1965 | 25. Mai 1981      |